# 74e groupe de reconnaissance de division d'infanterie
 (juillet 2022).
Si vous disposez d'ouvrages ou d'articles de référence ou si vous connaissez des sites web de qualité traitant du thème abordé ici, merci de compléter l'article en donnant les références utiles à sa vérifiabilité et en les liant à la section « Notes et références ».
Le 74e groupe de reconnaissance de division d'infanterie est une unité de l'Armée française créée en 1939 et rattachée à la 4e division d'infanterie coloniale. Il a combattu durant la Seconde Guerre mondiale.

## Historique
Il est créé le 24 août 1939 par le 2e régiment de hussards, le centre mobilisateur de cavalerie no 17 de Montauban et centre mobilisateur de cavalerie n°18 de Tarbes. Il est rattaché à la 4e division d'infanterie coloniale (général de Bazelaire de Ruppierre) formée d’éléments européens et sénégalais, destinés à la couverture. A la fin de septembre, le 74e GRDI est au nord de Bitche et pénètre en territoire allemand au prix de plusieurs pertes[réf. souhaitée].
Après la relève, il suit sa division sur le Rhin, dans la région de Sélestat-Barr, puis remonte en ligne en Lorraine, où il tient les positions avancées pendant plusieurs semaines du côté de Sarre-Union[réf. souhaitée]. A la mi-janvier 1940, au nord de Forbach, un coup de main d’un groupe de 7 cavaliers du poste avancé n° 12, permet de capturer 6 prisonniers allemands d’un poste d’observation en territoire ennemi[réf. souhaitée]. Le 24 mars 1940, un avion de reconnaissance allemand est abattu par les FM des PA[réf. nécessaire]. Après l’attaque allemande du 10 mai et la percée du front, la 4e DIC est jetée sur la Somme pour y constituer un nouveau front où les pertes sont lourdes, 10 morts dont le sous-lieutenant Gard[réf. souhaitée].
Mi-mai 1940, il défend les ponts de l'Avre puis de la Somme sans combattre. Le 74e GRDI se bat alors sur la Somme, en amont d’Amiens[réf. nécessaire]. Il s’agit d’abord de réduire les têtes de pont lancées par l’ennemi sur la rive gauche de la Somme, en vain, puis, le 5 juin, de supporter le choc de l’offensive lancée depuis Amiens[réf. souhaitée]. Le 7 juin, l’escadron hippomobile du capitaine Chevalier encerclé à Rouvrel par des blindés allemands, se libère par une charge « à la hussarde », sabre au clair, à travers les chars ennemi au prix de 7 disparus[réf. nécessaire]. En juin, il défend les ponts sur l'Oise et le 11 juin 1940, il défend le village de Viarmes (Seine-et- Oise). La fin de la campagne n'est qu'une suite de replis pour éviter d'être fait prisonnier, le GRDI ne comptant alors plus que la force de trois-quatre pelotons. 
Le 74e GRDI sera dissous le 1er juillet 1940.

## Ordre de bataille
- Commandant : chef d’escadrons de Carmejane-Vesc à partir du 3 novembre 1939[1] puis lieutenant-colonel Roman-Amat à compter de fin mai 1940
  - Adjoint : capitaine de Martignac puis capitaine Soustous[1]
- Escadron hors-rang :  inconnu [1]
- Escadron hippomobile :  capitaine Chevalier[1]
- Escadron motorisé : capitaine Antignac[1]
- Escadron mitrailleuses et canons de 25 antichar :  capitaine Soustous puis lieutenant Niçaise[1]